# Canada Masters and the Rogers AT&T Cup 2001
Canada Masters and the Rogers AT&T Cup 2001 - тенісні турніри, що проходили на відкритих кортах з твердим покриттям. Це був 112-й турнір Мастерс Канада. Належав до серії Tennis Masters в рамках Туру ATP 2001, а також до серії Tier I в рамках Туру WTA 2001. Чоловічий турнір відбувся на du Maurier Stadium в Монреалі (Канада) з 30 липня до 5 серпня, а жіночий - в National Tennis Centre у Торонто (Канада) з 13 до 19 серпня 2001 року.

## Фінальна частина

### Одиночний розряд, чоловіки
Андрей Павел —  Патрік Рафтер 7–6(7–3), 2–6, 6–3
- Для Павела це був єдиний титул за сезон і 4-й - за кар'єру. Це був його 1-й титул Мастерс за кар'єру.

### Одиночний розряд, жінки
Серена Вільямс —  Дженніфер Капріаті 6–4, 6–7(7–9), 6–3
- Для Вільямс це був 3-й титул за сезон і 20-й — за кар'єру. Це був її 2-й титул Tier I за сезон і 3-й - за кар'єру.

### Парний розряд, чоловіки
Їржі Новак /  Давід Рікл —  Доналд Джонсон /  Джаред Палмер 6–4, 3–6, 6–3
- Для Новака це був 4-й титул за сезон і 19-й - за кар'єру. Для Рікла це був 3-й титул за сезон і 22-й - за кар'єру.

### Парний розряд, жінки
Кімберлі По-Messerli /  Ніколь Пратт —  Тіна Кріжан /  Катарина Среботнік 6–3, 6–1
- Для По-Мессерлі це був 2-й титул за сезон і 5-й — за кар'єру. Для Пратт це був єдиний титул за сезон і 3-й — за кар'єру.